# Анафора (литургия)

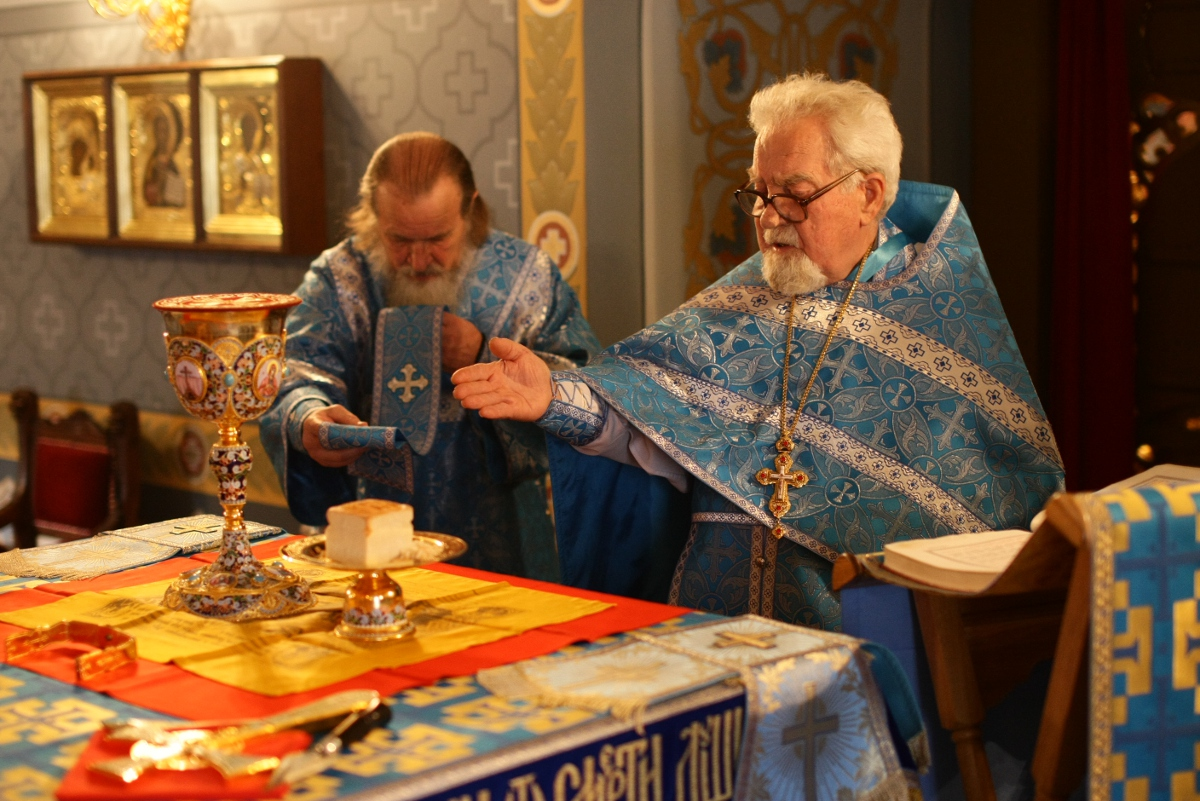
Православная анафора

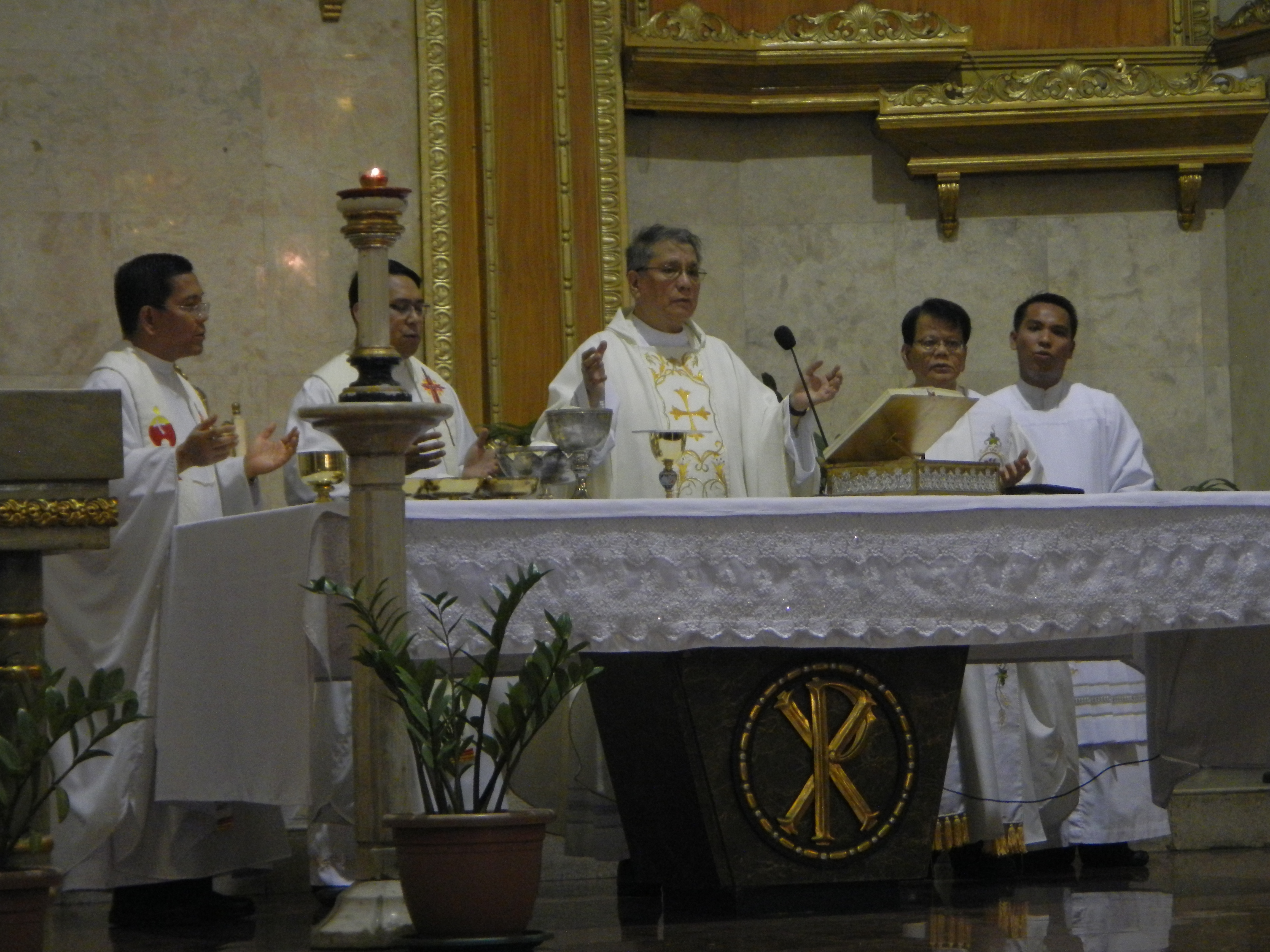
Католическая анафора (Манила, 2013)

Ана́фора, также Евхаристи́ческая моли́тва (др.-греч. ἀναφορά — «возношение») — центральная часть христианской литургии, древнейшая по своему происхождению и наиболее важная. Во время анафоры согласно воззрениям христиан происходит чудо преложения (пресуществления) хлеба и вина в Тело и Кровь Иисуса Христа (см. Евхаристия).
Для обозначения этой молитвы используются также названия: «благодарение», «жертва», «освящение», «приношение», «евхаристическая молитва». Использование вместо слова «анафора» термина «евхаристический канон» считается[кем?] некорректным из-за того, что западный литургический термин «канон» — это неизменяемая часть западной анафоры. В греческих и славянских рукописях иногда «анафорой» обозначается вся литургия верных.

## Структура анафоры
Несмотря на большое разнообразие христианских литургических чинопоследований, в большинстве анафор можно выделить общие части:
- Вступительный диалог (Sursum corda) — диалог, состоящий из возгласов священника и ответов народа;
- Вступление (префация) — начальная молитва, содержащая славословие и благодарение Богу (обычно обращена к Богу-Отцу). Как правило, через воспоминание ангельского служения и служения святых (в византийской литургии на церковно-славянском языке возглас священника: «Побе́дную песнь пою́ще, вопию́ще, взыва́юще и глаго́люще») предваряет Sanctus;
- Sanctus — гимн «Свят, Свят, Свят…»;
- Воспоминание (анамнесис) Тайной вечери с установлением (Institutio) — произнесением Иисусом Христом тайноустановительных слов;
- Эпиклеза — Призывание Святого Духа на Дары, или иная молитва, содержащая прошение об освящении Даров;
- Ходатайство (интерцессия) — ходатайственные молитвы за живых и усопших, Церковь, а также за весь сотворённый Богом мир, с воспоминанием Богородицы и святых;
- Заключительное славословие.

Порядок частей в различных анафорах может быть разным:
- В литургиях западно-сирийского, византийского и армянского обрядов тип анафоры — PSAEJ, где P — префация, S — санктус, A — анамнесис, E — эпиклеза, J — интерцессия.
- Александрийские (коптские) анафоры имеют тип PJSAE.
- Восточно-сирийский (халдейский) обряд имеет тип PSAJE.
- Структура традиционной римской анафоры описывается формулой PSEJAJ, то есть содержит 2 интерцессии. Некоторые исследователи подчёркивают, что в римской анафоре есть и второй эпиклесис, причастный, с его учётом формула будет выглядеть как PSEJAEJ. Лютеранская анафора имеет тип PSEA.

## Типы анафоры
Самые ранние анафоры относятся ко II—III векам. Постепенно из множества анафор древней Церкви сложились 3 типа:
- Александрийско-римский тип — к нему относятся анафоры римского и амвросианского обрядов, а также ряд анафор коптского и эфиопского обрядов.
- Западно-сирийский тип — анафора Апостола Иакова и несколько других анафор сиро-антиохийского и маронитского обрядов; обе анафоры византийского обряда (Иоанна Златоуста и Василия Великого), анафора армянского обряда; анафоры галликанского и мосарабского обрядов; несколько анафор коптского и эфиопского обрядов.
- Восточно-сирийский тип — анафоры халдейского и малабарского обрядов (Аддая и Мария, Феодора Мопсуестийского, Нестория).

После второго Ватиканского собора в богослужение латинской литургии вдобавок к традиционной для латинской церкви анафоре римского канона (она же первая Евхаристическая молитва) были добавлены ещё 3 анафоры: вторая, взятая из апостольского предания Ипполита Римского; третья — западно-сирийского типа, близкая к анафоре галликанского обряда и четвёртая, близкая к восточной анафоре св. Василия Великого.
Особенностью западных анафор является их большая вариативность, анафора (особенно префация) сильно меняется в зависимости от текущего празднества, дня недели. Галликанский и мосарабский обряды оставляют лишь малую часть анафоры неизменной.
Восточные анафоры, в том числе и анафоры Иоанна Златоуста и Василия Великого, используемые в православии и грекокатолицизме, более постоянны, изменению подлежит лишь небольшая их часть.
В ходе английской Реформации анафора англиканской литургии претерпела значительные изменения по сравнению с первоначальным каноном римской мессы: из интерцессий исключены призывания святых, изъято упоминание о бескровной жертве (см. литургия (в Англиканской церкви), «39 статей», «Книга общих молитв»). Под влиянием Оксфордского движения XIX века и интенсивных православно-англиканских дискуссий рубежа XIX—XX веков англиканский евхаристический канон впитал в себя ряд элементов литургий римского и византийского обрядов (в частности, в нём появилась эпиклеза).
Лютеранская анафора имеет формулу PSEA, где после префации следует санктус, затем эпиклесис, затем анамнесис. Интерцессия как часть анафоры отсутствует, а её текст перенесён в Молитву верных.